# Jasdan (Staat)
Jasdan war ein Fürstenstaat Britisch-Indiens im Zentrum der Halbinsel Kathiawar im heutigen Bundesstaat Gujarat. Seine Hauptstadt war der Ort Jasdan. Das Fürstentum wurde um 1665 von Vika Khachar, dem Enkel von Lakha Khachar, dem Begründer des Lakhani-Zweigs der Khachar-Dynastie, gegründet. Die Fürsten trugen den Titel Darbar Shri. Jasdan war 1807–1947 britisches Protektorat und hatte 1935 eine Fläche von 767 km² und 34.000 Einwohner. Am 15. August 1947 wurde es Mitglied des Staatenbundes Saurashtra und am 15. Februar 1948 vollzog es den Anschluss an Indien. Am 1. November 1956 wurden alle Fürstenstaaten aufgelöst und dem Bundesstaat Bombay einverleibt. Durch die Teilung von Bombay am 1. Mai 1960 kam Jasdan zu Gujarat.
Jasdan war der kleinste Fürstenstaat mit einer eigenen Post und hat 1942 eine eigene Briefmarke herausgegeben. Die Staatspost wurde 1948 geschlossen.